# Papillon Soo Soo
Papillon Soo Soo (nacida Papillon Soo Lam en 1961) es una actriz y modelo británica, nacida de padres franceses y chinos.

## Carrera
Papillon Soo Soo apareció como Pan Ho en la película de James Bond de 1985 A View to a Kill, la primera de las tres películas en las que apareció.
También es conocida por su papel como la prostituta de Đà Nẵng, quien pronunció las famosas líneas «Hey baby, you got girlfriend Vietnam? Me so horny. Me love you long time» y «Me sucky sucky» en la película de Stanley Kubrick de 1987 Full Metal Jacket, que continúan siendo referenciadas en la cultura popular y fue sampleada tanto por el grupo de rap 2 Live Crew como el rapero Sir Mix-a-Lot en sus respectivas canciones «Me So Horny» y «Baby Got Back».
En 1992, actuó como una camarera en la película Segundo sangriento.

## Filmografía
| Año  | Título             | Papel                 | Notas            |
| ---- | ------------------ | --------------------- | ---------------- |
| 1985 | A View to a Kill   | Pan Ho                | Debut en cine    |
| 1987 | Full Metal Jacket  | Prostituta de Đà Nẵng |                  |
| 1992 | Segundo sangriento | Camarera              | Última aparición |